# Mayaciella imperfecta
Mayaciella imperfecta är en fjärilsart som beskrevs av Dyar 1919. Mayaciella imperfecta ingår i släktet Mayaciella och familjen mott. Inga underarter finns listade i Catalogue of Life.